# Casa Beltran (Rialp)
La Casa Beltran és una antiga casa senyorial de Rialp (Pallars Sobirà) inclosa a l'Inventari del Patrimoni Arquitectònic de Catalunya.

## Descripció
Gran casa pairal construïda en el fort pendent on es troba el poble de Surp, de cara a migjorn, on hi ha la façana principal, situada en el mur perpendicular al cavall que suporta el llosat de llicorella a dues aigües. Es en aquesta façana on s'obren la major part de les finestres i balcons de la casa. Aquesta consta de planta baixa i cinc pisos alts. A peu pla s'obre la porta principal, d'arc de mig punt, damunt de la qual existeixen dues estretes espitlleres. Les obertures del primer i segon pis són balcons, mentre que les del tercer i quart són finestres, de menors dimensions les del pis superior. En el darrer pis hi ha instal·lat el colomar. Un ampli ràfec protegeix la façana, arrebossada en un tonalitat clara.

## Història
Casa Beltràn, que conserva l'heretatge mantenint el mateix nom des de fa quasi un mil·lenari, posseeix una gran quantitat de terres, estables, pallers i bordes al mateix poble i fora d'aquest.